# Kids (pesem, Robbie Williams in Kylie Minogue)
»Kids« je duet Robbieja Williamsa in Kylie Minogue, izdan kot drugi singl s četrtega glasbenega albuma Robbieja Williamsa, Sing When You're Winning. Vključen je bil tudi na sedmi glasbeni album Kylie Minogue, album Light Years. Izšel je oktobra 2000. Robbie Williams in njegov takratni partner pri pisanju pesmi, Guy Chambers, sta pesem napisala za Kylie Minogue. Za to sta se odločila, ker ju je slednja prosila, naj napišeta pesem, ki bi jo potem lahko izdala preko svojega prvega albuma, izdanega preko založbe Parlophone. Ker je Robbie Williams med snemanjem začutil kemijo med njima, se je odločil, da bo pesem vključil tudi na svoj album in jo izdal kot singl. Ob izidu oktobra tistega leta je pesem postala takojšnja uspešnica.

## Dosežki na lestvicah
Pesem je predvsem v Združenem kraljestvu požela veliko uspeha in takoj postala uspešnica ter zasedla drugo mesto britanske glasbene lestvice. Ko je tamkaj prodala več kot 200.000 izvodov, je s strani organizacije British Phonographic Industry (BPI) prejela srebrno certifikacijo. Pesem je zasedla tudi eno od prvih desetih mest na novozelandski, mehiški in argentinski lestvici ter eno od prvih dvajsetih mest na avstralski lestvici, kjer je kasneje za 35.000 prodanih izvodov prejela zlato certifikacijo. Čeprav sta besedilo napisala Guy Chambers in Robbie Williams, slednje pogosto namiguje na vrhunce v karierah Kylie Minogue in Robbieja Williamsa. Kylie Minogue nekje v pesmi pravi: »Pesmi pojem že vse od Back in Black« (»I've been dropping beats since Back in Black«), saj je v osemdesetih postala popularna na avstralski pop sceni, v osemdesetih pa je avstralska skupina AC/DC izdala tudi svoj album Back in Black; skupino so takrat predstavljali kot pravi kontrast njeni takratni podobi. Pesem omenja tudi eno od njenih prejšnjih uspešnic, »Give Me Just a Little More Time« - Kylie Minogue poje: »Plešeš s predsednikom uprave« (»You're dancing with the chairman of the board«), kar naniguje na glasbeno skupino Chairmen of the Board, ki je pesem izdala pred njo. »Chairman of the Board« je tudi vzdevek dolgoletnega idola Robbieja Williamsa, Franka Sinatre. Kasneje so pesem izdali kot tematsko pesem prve sezone televizijske serije Junior Masterchef Australia.

## Nastopi v živo
Robbie Williams in Kylie Minogue sta pesem nekajkrat tudi izvedla v živo. Najbolje poznan nastop je bil njun nastop leta 2000 na podelitvi nagrad MTV Europe Music Awards. Pesem sta dvakrat izvedla tudi v oddaji Top of the Pops in enkrat na koncertu Robbieja Williamsa leta 2001 v Manchestru. Oba sta pesem pogosto izvajala samostojno na svojih turnejah, po navadi v spremljavi enega od spremljevalnih pevcev. Na koncertu v Sydneyju v sklopu turneje Showgirl: The Homecoming Tour Kylie Minogue je mesto Robbieja Williamsa zavzel glavni pevec glasbene skupine U2, Bono. Sestra Kylie Minogue, Dannii, se jima je med nastopom pridružila.

## Seznam pesmi
Britanski CD 1
1. »Kids« - 4:47
2. »John's Gay« - 3:40
3. »Often« - 2:46
4. »Kids« - 4:47 (videospot)

Britanski CD 2
1. »Kids« - 4:47
2. »Karaoke Star« - 4:10
3. »Kill Me Or Cure Me« - 2:14

## Certifikacije in prodaja
| Država           | Certifikacija | Prodaja  |
| ---------------- | ------------- | -------- |
| Avstralija       | Zlata         | 35.000+  |
| Velika Britanija | Srebrna       | 200.000+ |

## Dosežki
| Lestvica (2000)                        | Dosežek |
| -------------------------------------- | ------- |
| Združeno kraljestvo (UK Singles Chart) | 2       |
| Nova Zelandija (RIANZ)                 | 5       |
| Irska (IRMA)                           | 9       |
| Avstralija (ARIA)                      | 14      |
| Nizozemska (Dutch Top 40)              | 24      |
| Švedska (Sverigetopplistan)            | 31      |
| Švica (Schweizer Hitparade)            | 35      |
| Belgija (Ultratop 50; Flandrija)       | 38      |
| Nemčija (Media Control Charts)         | 39      |

| Leto | Lestvica                            | Dosežek |
| ---- | ----------------------------------- | ------- |
| 2000 | Velika Britanija (UK Singles Chart) | 76      |